# Mitzic
Mitzic is een stad (milieu urbain, ville) en gemeente (commune) in Gabon in de provincie Woleu-Ntem. Het is de hoofdplaats van het departement Okano. In 2009 telde Mitzic 4926 inwoners.